# Вера и Анфиса тушат пожар
«Вера и Анфиса тушат пожар» — советский кукольно-перекладочный мультипликационный фильм 1987 года режиссёра Валерия Фомина, снятый по заказу Гостелерадио СССР на "Свердловской киностудии" по мотивам повести Эдуарда Успенского.

Второй из трёх фильмов про девочку Веру и её подружку обезьянку Анфису.
В фильме участвует ансамбль «Кукуруза».

## Сюжет
По будням все дети идут в детский сад, зато по выходным доставляют множество хлопот своим родителям и дедушкам с бабушками. Так в один день Веру и Анфису оставили с бабушкой. Анфиса решила поиграть со спичками, на что Вера ей объяснила, что со спичками играть нельзя. Но они уже намокли, поэтому девочка включила утюг и разложила возле него спички, а сами Вера и Анфиса пошли в другую комнату смотреть телевизор с бабушкой. Неожиданно горячий утюг упал прямо на уже высушенные спички, которые от этого загорелись. Но передачи по телевизору были такими интересными, что оторваться от них никто не мог. Только почувствовав запах гари, Вера и Анфиса попытались потушить обнаруженный пожар. В это время чинили в какой-то квартире сантехнику, из-за чего вода была полностью перекрыта. Потом и бабушка, удивлённая тем, что по телевизору передают про пожар, а запах и жар ощущаются даже дома, посмотрела, что происходит в квартире. Бабушка вызвала пожарных, те приехали, и им удалось справиться с пожаром. А Вера с Анфисой усвоили урок, как нужно правильно обращаться со спичками.

## Создатели
| авторы сценария           | Эдуард Успенский                                   |
| режиссёр                  | Валерий Фомин                                      |
| кинооператор              | Вячеслав Сумин                                     |
| композитор                | Григорий Гладков                                   |
| звукооператор             | Ольга Матвеева                                     |
| художники-постановщики    | Валерий Фомин                                      |
| монтажёр                  | Л. Путятина                                        |
| редактор                  | И. Богуславский                                    |
| директор съемочной группы | Валентина Хижнякова                                |
| фильм озвучивали          | От автора - Олег Басилашвили и ансамбль «Кукуруза» |

## Технические данные
- Фильм снят на плёнке Шосткинского п/о «Свема».

## Интересные факты
- В этом мультфильме, а также в мультфильме «Про Веру и Анфису» можно услышать мелодию «Морской песенки» Григория Гладкова (Один моряк покинув порт…).
- Имя обезьянке дала бабушка, мотивируя тем, что она похожа на одну заведующую из Егорьевска. В городе Егорьевске 22 декабря 1937 родился Эдуард Успенский, автор и сценарист этого мультфильма.

## Видеоиздания
Мультфильм неоднократно издавался на DVD в сборниках мультфильмов: «Про Веру и Анфису».